# سهلان، خیبر پختونخوا
سهلان (به انگلیسی: Sohlan) یک منطقهٔ مسکونی در پاکستان است که در خیبر پختونخوا واقع شده‌است. سهلان ۱٬۱۷۸ متر بالاتر از سطح دریا واقع شده‌است.